# بيتر ريغر
بيتر ريغر (بالألمانية: Peter Rieger)‏ (مواليد 5 يناير 1944) هو ملاكم ألماني شرقي، مثّل بلاده في الألعاب الأولمبية الصيفية 1968.

## روابط خارجية
بيتر ريغر على موقع أوليمبيديا (الإنجليزية)